# Martin Bergen
Marty Bergen (1872-1900) fue un jugador de béisbol estadounidense, que jugó como receptor en el equipo de Boston. A los 28 años asesinó a su esposa y sus dos hijos, para posteriormente suicidarse, en lo que habría sido una grave crisis mental. Esta habría sido gatillada por el abrupto fin de su exitosa carrera, como consecuencia de la fractura de su cadera en la temporada anterior.
- Datos: Q6777375
- Multimedia: Marty Bergen (baseball) / Q6777375